# 27 de setembre
El 27 de setembre és el dos-cents setantè dia de l'any del calendari gregorià i el dos-cents setanta-unè en els anys de traspàs. Queden 95 dies per finalitzar l'any.

## Esdeveniments
Països Catalans
- 1978 - Barcelona: S'estrena Antaviana, una obra de teatre musical de Dagoll Dagom, basada en textos de Pere Calders, amb música i cançons de Jaume Sisa.[1]
- 1998 - Barcelona: tanca definitivament el Parc d'atraccions de Montjuïc, que funcionava des de 1966.[2]
- 2009 - Barcelona (Barcelonès): Els Castellers de Barcelona descarreguen a la plaça Sant Jaume, per primera vegada en la seva història, el 4 de 8 amb agulla.
- 2015 - Eleccions al Parlament de Catalunya

Resta del món
- 1529 - S'inicia el setge de Viena que marcarà l'apogeu de la invasió de l'Europa Central per l'Imperi Otomà.
- 1822 - París (França): Jean-François Champollion anuncia, a l'Acadèmia de les inscripcions i llengües antigues, que ha desxifrat la Pedra de Rosetta.
- 1830 - Estats Units: Tractat de Dancing Rabbit Creek amb els choctaws amb el que aquests acorden el trasllat a Territori Indi.
- 1928 – La República de la Xina és reconeguda pels Estats Units.
- 1931 - Madrid (Espanya): Oposició de Gabriel Alomar i Villalonga a les Corts Espanyoles davant la possibilitat de l'aprovació d'un estatut d'autonomia per a Mallorca sense Catalunya.
- 1970 - Ciutat del Vaticà: Pau VI proclama Santa Teresa de Jesús com a Doctora de l'Església: és la primera dona a qui es confereix aquesta distinció.
- 1975 - Estat espanyol (Franquisme): Darreres execucions del franquisme. José Huberto Baena, Ramón García Sanz i José Luis Sánchez Bravo, que pertanyien al FRAP, i Jon Paredes Manot i Angel Otaegi, membres d'ETA.
- 1983 – Richard Stallman anuncia el projecte GNU per desenvolupar un sistema operatiu obert del tipus d'Unix.
- 2002 – Timor Oriental ingressa com a membre en les Nacions Unides.[3]
- 2003 – Es llança l'"Smart 1".
- 2024 – Estat espanyol: vaga general per Palestina.[4]

## Naixements
Països Catalans
- 1777 - Titaigües, Serrans, País Valencià: Simón de Rojas Clemente y Rubio, botànic valencià (m. 1827).
- 1823 - Barcelona: Josep Viñas i Díaz, guitarrista, compositor, professor de música i director d'orquestra català (m. 1888).
- 1858 - Girona: Joaquim Ruyra i Oms, escriptor (m. 1939).[5]
- 1874 - Barcelona: Arnau Calvet i Peyronill, arquitecte modernista català (m. 1956).
- 1882 - Barcelona: Martí Fernández Cabello, violinista i compositor català (m. 1960).
- 1892 - Alcúdia, Mallorca: Maria Verger i Ventayol, poeta i bibliotecària mallorquina (m. 1983).[6]
- 1904 - Barcelona: Maria Teresa Gibert i Perotti, periodista i política catalana (m. 1991).[7]
- 1910 - Banyoles: Miquel Boixó, militant comunista que va lluitar a la Guerra Civil espanyola i la Segona Guerra Mundial.
- 1923 - Barcelona: Maria del Carme Ponsati Capdevila, nedadora catalana (m. 2001).[8]
- 1941 - Barcelona: Marina Clotet i Guasch, dirigent veïnal catalana (m. 2006).[9]
- 1948 - Mataró, Maresme: Joan Pera, actor de cinema i teatre.
- 1950 - Sabadell, Vallès Occidental: Fina Miralles Nobell, artista plàstica catalana.[10]
- 1973 - Lleida: Núria Codina i Ales, atleta catalana, especialista en curses d'ultra trail.
- 1988 - Alcoi, Alcoià: Nicolás Terol Peidro, conegut també com a Nico Terol, pilot valencià de motociclisme de velocitat.

Resta del món
- 1601 - Fontainebleau, Regne de França: Lluís XIII de França, rei de França (1610 - 1643), rei de Navarra, comte de Barcelona (1641 - 1643) i co-príncep d'Andorra (1610-43).
- 1871 - Nuoro, Sardenya: Grazia Deledda, novel·lista italiana, Premi Nobel de Literatura de l'any 1926 (m. 1936).[11]
- 1888 - Moscou, Rússia: Nikolai Bukharin, líder revolucionari soviètic (m. 1938).
- 1898 - Ascoli Piceno (Itàlia): Valentino Silvio Bompiani, editor italià (m. 1992).
- 1922 - Filadèlfia, Pennsilvània (EUA): Arthur Penn, director de cinema estatunidenc (m. 2010).
- 1918 - Brighton (Anglaterra): Martin Ryle, astrònom anglès, Premi Nobel de Física de l'any 1974 (m. 1984).[12]
- 1925 - Manchester (Anglaterra): Robert Edwards, fisiòleg britànic, Premi Nobel de Medicina o Fisiologia de 2010 (m. 2013).[13]
- 1932 - Roma, Itàlia: Mario Bertoncini, compositor, pianista i educador musical italià (m. 2019).
- 1932 - 
  - Superior, Wisconsin (EUA): Oliver. E. Williamson, economista estatunidenc, Premi Nobel d'Economia de l'any 2009 (m. 2020).[14]
  - Nova York: Marcia Neugebauer, prominent geofísica que ha fet contribucions en l'àmbit de la física espacial.[15]
- 1940 - 
  - Fes, Marroc: Fàtima Mernissi, escriptora, sociòloga, feminista i activista marroquina (m. 2015).[16]
  - Sheffield: Josephine Barstow, soprano anglesa.[17]
- 1954 - Los Angeles, Califòrnia (EUA): Larry Wall, programador, lingüista i autor nord-americà, més conegut per haver creat el llenguatge de programació Perl el 1987.
- 1955 - Gualán: Thelma Aldana, advocada i notària guatemalenca, ha estat presidenta de la Cort Suprema de Justícia de Guatemala.[18]
- 1958 - Leith, Edimburg, Escòcia: Irvine Welsh, escriptor escocès, autor de Trainspotting.
- 1963, Negreira: Minia Manteiga, astrofísica gallega, membre Real Academia Galega das Ciencias.[19]
- 1966 - Boston, Massachusetts: Stephanie Wilson, astronauta nord-americana.[20]
- 1972 - Los Angeles, Califòrnia, Estats Units: Gwyneth Paltrow, actriu estatunidenca.
- 1976 - Roma, Itàlia: Francesco Totti, futbolista italià que jugava a l'AS Roma i que va ser campió del món amb Itàlia al Mundial d'Alemanya del 2006.
- 1982 - Nova Orleans, Estats Units: Dwayne Michael Carter, Jr, raper estatunidenc, més conegut pel seu nom artístic, Lil Wayne.
- 1984 - Belleville (Canadà): Avril Lavigne, cantant i cantautora canadenca.

## Defuncions
| M/d  | Nom i llinatges | Activitat | Origen | E  |
| ---- | --------------- | --------- | ------ | -- |
| 1992 | Zhang Leping    | dibuixant | xinés  | 81 |

Països Catalans
- 1862 - Barcelona: Bonaventura Carles Aribau, escriptor en català.
- 1889 - Olèrdola, Alt Penedès: Francesc de Paula Rius i Taulet, polític i advocat català, alcalde de Barcelona en quatre ocasions (n. 1833).
- 1934 - Barcelona: Jaume Carner i Romeu, advocat i polític català.
- 1944 - Banyuls de la Marenda, Rosselló: Aristides Maillol, escultor, pintor i gravador català (n. 1861).
- 1961 - Barcelona: Josep Maria de Sagarra i de Castellarnau, prolífic poeta, novel·lista, dramaturg, periodista i traductor català. (n. 1894).
- 1979 - Barcelona: Palmira Puig i Ximénez, fotògrafa catalana (n. 1912).[21]
- 2002 - Terrassa: Anna Murià i Romaní, escriptora, traductora i periodista catalana.[22]
- 2018 - Gerri de la Sal, Pallars Sobirà: Carles Canut i Bartra, actor.

Resta del món
- 846 - Henan (Xina): Bai Juyi (xinès: 白居易) escriptor xinès de la dinastia Tang (n. 772).[23]

- 1249 - Millau, Comtat de Tolosa: Ramon VII, comte de Tolosa, duc de Narbona i marquès de Provença. El seu mandat està marcat pels esdeveniments de la Croada albigesa (1209-1229) (n. 1197).
- 1577 - Madrid, Regne de Castella: Diego Covarrubias y Leiva, bisbe i polític castellà.
- 1590 - Roma, Estats Pontificis: Giovanni Battista Castagna, conegut com el Papa Urbà VII.
- 1760 - Madrid: Maria Amàlia de Saxònia, reina d'Espanya (n. 1724).[24]
- 1869 - Alfaro, la Rioja: Joan Tresserra i Thomson, advocat, crític musical, compositor i pianista català (n. 1844)
- 1917 - París (França): Edgar Degas, pintor francès (n. 1834).
- 1919 - Castell de Craig-y-Nos, Gal·les: Adelina Patti, una de les més cèlebres sopranos del segle xix (n. 1843).
- 1940 - Viena (Àustria): Julius Wagner-Jauregg, neuròleg i psiquiatre, Premi Nobel de Medicina o Fisiologia de 1927 (n. 1857).[25]
- 1944 - París (França): Serguei Prokudin-Gorski, fotògraf, químic i inventor, que va contribuir significativament al desenvolupament de la fotografia i la cinematografia en color (n. 1863).
- 1960 - Addis Abeba: Sylvia Pankhurst, artista pintora, política feminista i sufragista britànica (n. 1882).[26]
- 1965 - Los Angeles (Califòrnia): Clara Bow, actriu novaiorquesa del cinema mut (n. 1905).[27]
- 1967 - Greens Farms, Connecticut: Hilla von Rebay, artista abstracta, cofundadora i directora del Museu Solomon R. Guggenheim (n. 1890).[28]
- 1971 - Avilés, Astúriesː Julia Montoussé Fargues, inventora, juntament amb la seva filla, del pal de fregar.[29]
- 1972 - Bangalore (Índia): Shiyali Ranganathan, bibliotecari hindú, expert en classificació i recuperació de la informació (n. 1892).
- 2014 - Brookline, Massachusetts: Dorothy Maharam, matemàtica estatunidenca que va fer contribucions importants a la teoria de la mesura (n. 1917).[30]
- 2023 - Londres, Regne Unit: Pat Arrowsmith, escriptora i activista per la pau (m. 1930).[31]

## Festes i commemoracions
- Onomàstica: sants Vicenç de Paül, prevere i fundador de la Congregació de la Missió i cofundador de les Filles de la Caritat; Gai de Milà, bisbe; Hiltruda; beates Carme, Rosa i Magdalena Fradera i Ferragutcasas, màrtirs (1936), .